# Бичари
Бичари су највећа цитолошки дефинисана група протиста. Према старијој систематици бичари су сврставани у једноћелијске животиње које припадају типу праживотиња или протозоа (Protozoa), а поједини фотоаутотрофни облици су названи алгама.
Имају прилично постојан облик тела. Поседују дугачак израштај (бич, флагелум) који им служи за кретање. Такође имају ћелијска уста (цитостом), али немају место одређено за избацивање несварених материја. Ова група протиста је веома широко распрострањена, насељавају слане и слатке воде. Могу да живе самостално и у колонијама. У овој групи се налазе и паразити људи, животиња и биљака, али има и оних који су корисни за домаћине (нпр. бичари који живе у цревима термита и омогућавају им варење целулозе). Паразити из ове групе протиста имају сложен животни циклус у коме најчешће мењају два домаћина. Међу најпознатије паразите из ове групе убрајају се трипанозоме које изазивају спаваћу болест код човека. Такође познати паразити из ове групе су: трихомонас који паразитира у цревима и полним одводима човека, и леишманија који изазива ране на кожи и унутрашње крварење.